# Coupar Angus

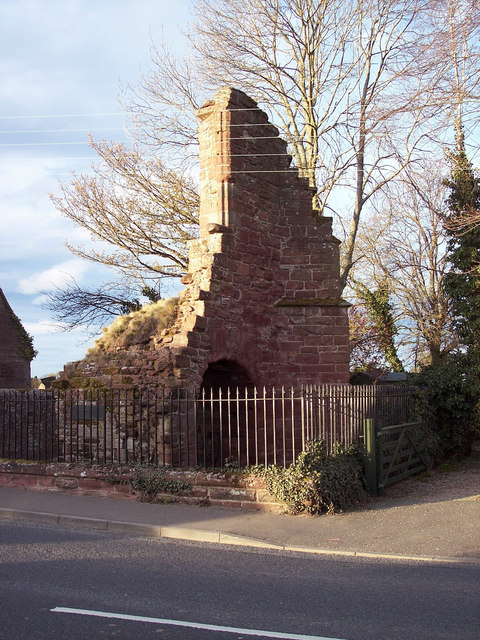
Le rovine dell'abbazia di Coupar Angus

Coupar Angus (in gaelico scozzese: Cùbar Aonghais) è una cittadina (anticamente un burgh) di circa 2.300 abitanti della Scozia centrale, facente parte dell'area di consiglio di Perth e Kinross (contea tradizionale: Perthshire) e situata nella valle di Strathmore e lungo il corso del fiume Isla.

## Geografia fisica
Coupar Angus si trova a circa 20 miglia a nord-est di Perth (Regno Unito) e a 4 miglia a sud-est di Blairgowrie.

## Storia
Nel 1164 fu fondata in loco da re Malcolm IV di Scozia un'abbazia cistercense, che andò in gran parte distrutta nel 1559.
Nel 1730, venne realizzato un ufficio postale nella cittadina, che all'epoca era nota come "Coupar in Angus".
Nel 1837, fu realizzata a Coupar Angus una stazione ferroviaria e nella seconda metà del XIX secolo, la cittadina conobbe uno sviluppo economico grazie all'industria della biancheria .

## Monumenti e luoghi d'interesse

### Architetture religiose

#### Abbazia di Coupar Angus
Tra i principali punti d'interesse della cittadina, figurano le rovine dell'abbazia di Coupar Angus (v. la sezione "Storia").

### Architetture civili

#### Tolbooth Tower
Altro edificio d'interesse è rappresentato dalla Tolbooth Tower, risalente al 1702.

## Società

### Evoluzione demografica
Nel 2016, la popolazione stimata di Coupar Angus era pari a 2.350 abitanti, di cui 1.183 erano uomini e 1.167 erano donne.
La località ha conosciuto un incremento demografico rispetto al 2011, quando la popolazione censita era pari a 2.260 abitanti, e al 2001 quando la popolazione censita era pari a 2.160 abitanti.

## Sport
- A Coupar Angus ha sede una formazione di calcio giovanile, il Coupar Angus Football Club, squadra fondata nel 1935[4]